# Kevin Buys
Pour les articles homonymes, voir Buys.
Pas d'image ? Cliquez ici

a Compétitions nationales et continentales officielles uniquement.

b Matchs officiels uniquement.
Dernière mise à jour le 25 juillet 2020.
Kevin Buys, né le 26 avril 1986, à Benoni (Afrique du Sud), est un joueur sud-africain de rugby à XV évoluant au poste de pilier. 

## Biographie
Kevin Buys quitte l’Afrique du Sud à seulement 20 ans sans avoir joué le moindre match de Currie Cup, et s’engage avec le CA briviste en 2007. Déniché par Laurent Seigne en 2007, il rejoint Brive, à 21 ans, avec tout à apprendre. Le club, alors au début de sa reconstruction, l'utilise beaucoup en Top 14 lors de la première saison, tout comme Antonie Claassen, débarqué au même moment en Corrèze. Buys passe sa deuxième saison briviste en Espoirs, avec Didier Casadeï comme mentor.
Peut-être encore trop tendre pour ce CA Brive de l'époque aux ambitions de lumière, loin d'une famille qui lui manquait, Buys rentre alors en Afrique du Sud, pour jouer aux Lions, pendant trois ans, puis aux Kings.
Lorsque Brive le rappelle en 2013, pour lui proposer un retour dans un tout autre costume, il n'hésite pas :
« J'étais très content de cette proposition car j'ai adoré l'endroit, et j'y ai gardé de nombreux amis. En repartant en Afrique du Sud, je me sentais déjà Français et je savais que je reviendrais ici. Lors de mon premier passage j'étais très jeune, maintenant je suis un homme différent, tout simplement ». Il retrouve alors Didier Casadeï comme entraîneur des avants de l'équipe première.
En 2017, il s'engage avec l'US Oyonnax, fraîchement promu en Top 14, pour deux saisons et termine sa carrière en 2018-2019 en Fédérale 1 au CS Beaune.

## Palmarès
- Champion de France Espoirs 2009 avec le CA Brive